# 喬許·莫里斯
喬許·莫里斯（英語：Josh Morris；1991年9月30日—）是一位英格蘭足球運動員。在場上的位置是中場。他現在效力於英格蘭足球冠軍聯賽球隊布萊克本流浪者足球俱樂部，但他現在被外借至哈德斯菲爾德足球俱樂部。

## 外部連結
- 足球数据库：喬許·莫里斯的球员统计数据